# Magniezia laticarpa
Magniezia laticarpa is een pissebed uit de familie Stenasellidae. De wetenschappelijke naam van de soort is voor het eerst geldig gepubliceerd in 1972 door Birstein.